# Cratere Danjon
Danjon è un cratere lunare di 69,3 km situato nella parte sud-occidentale della faccia nascosta della Luna, a ovest-sud-ovest del cratere Perepelkin e nord del cratere Fermi.
Il bordo nordorientale di Danjon è coperto dal più piccolo cratere D'Arsonval ed a settentrione copre parzialmente il margine sudorientale dell'ancora minore Danjon X. Il bordo di Danjon è eroso e consumato, in particolare nella regione meridionale, mentre il panoro interno è irregolare e marcato da numerosi impatti minori.
Il cratere è dedicato all'astronomo francese André-Louis Danjon.

## Crateri correlati
Alcuni crateri minori situati in prossimità di Danjon sono convenzionalmente identificati, sulle mappe lunari, attraverso una lettera associata al nome.
| Danjon | Coordinate             | Diametro (in km) |
| ------ | ---------------------- | ---------------- |
| J      | 12°48′36″S 125°30′00″E | 22,57            |
| K      | 13°46′48″S 125°06′00″E | 15,73            |
| M      | 13°54′36″S 124°05′24″E | 12,79            |
| X      | 10°03′36″S 122°51′36″E | 68,23            |